# Grattacieli più alti dell'India

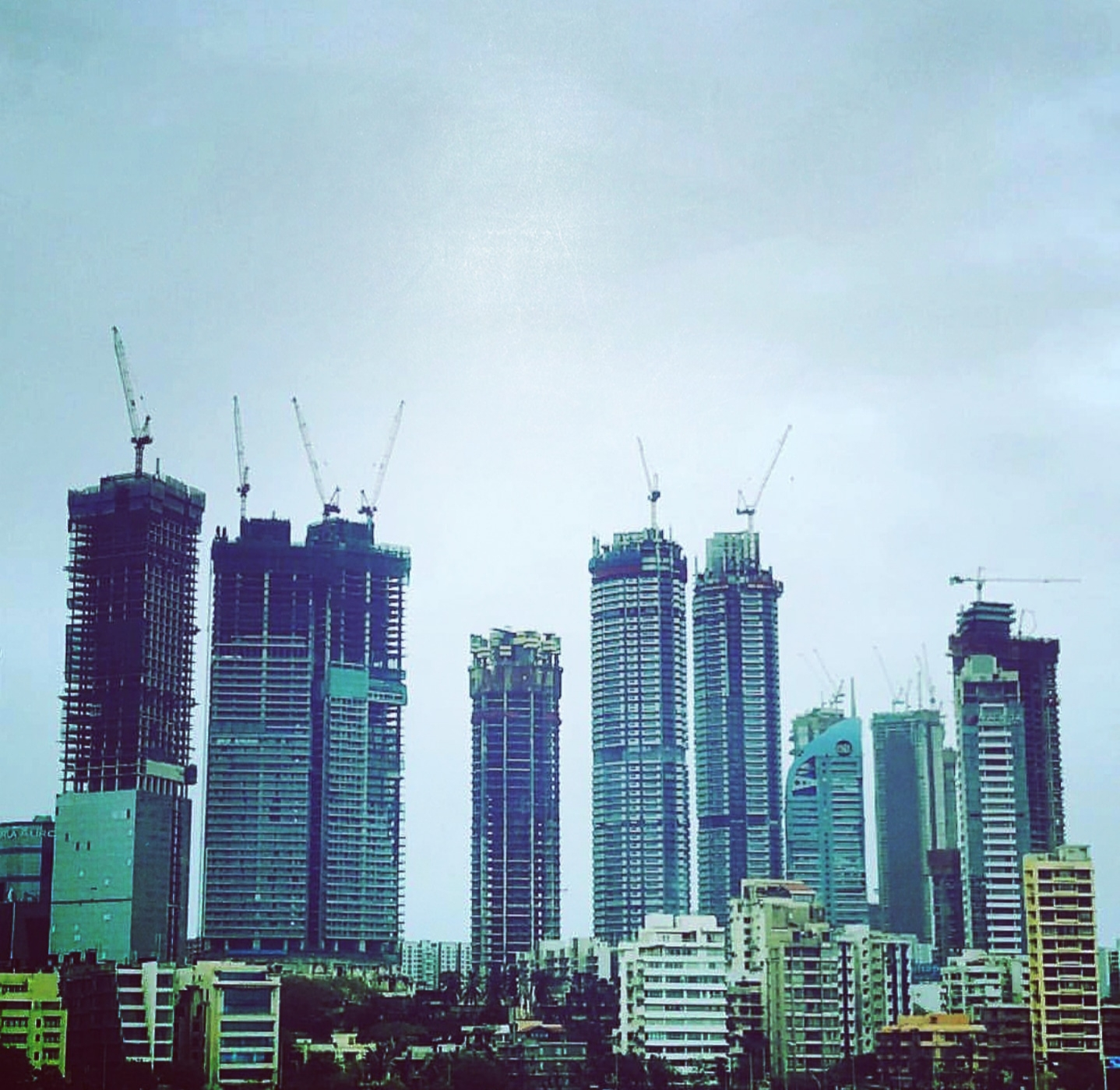
Edifici in costruzione a Mumbai

Questo elenco classifica gli edifici più alti dell'India con un'altezza almeno di 190 metri. Ciò significa che le guglie e altri dettagli architettonici sono inclusi nell'altezza ufficiale, ma non le antenne. Vengono classificati solo gli edifici abitabili; ciò esclude radio e torri, torri di osservazione, camini dei templi.
Dal 2019, l'edificio più alto in India è stato Lodha The Park 1 a Mumbai, alto 268 metri.

## Edifici più alti
| Posizione | Nome                     | Città   | Altezza              | Piani | Anno completamento | Note          |
| --------- | ------------------------ | ------- | -------------------- | ----- | ------------------ | ------------- |
| 1         | Lodha The Park 1         | Mumbai  | 279 metri (915 ft)   | 78    | 2019               | [ 4 ]         |
| 2         | The Imperial I           | Mumbai  | 256 metri (840 ft)   | 60    | 2010               | [ 5 ]         |
| 2         | The Imperial II          | Mumbai  | 256 metri (840 ft)   | 60    | 2010               | [ 5 ]         |
| 4         | Three Sixty West         | Mumbai  | 255 metri (837 ft)   | 53    | 2019               |               |
| 5         | The 42                   | Kolkata | 249 metri (817 ft)   | 63    | 2019               |               |
| 6         | Ahuja Towers             | Mumbai  | 250 metri (820 ft)   | 55    | 2019               | [ 8 ] [ 9 ]   |
| 7         | One Avighna Park         | Mumbai  | 247 metri (810 ft)   | 64    | 2017               | [ 10 ]        |
| 8         | Crescent Bay Tower 6     | Mumbai  | 239,7 metri          | 62    | 2019               | [ 11 ]        |
| 9         | Auris Serenity Tower 1   | Mumbai  | 235 metri (771 ft)   | 69    | 2018               | [ 12 ]        |
| 9         | Auris Serenity Tower 2   | Mumbai  | 235 metri (771 ft)   | 69    | 2019               |               |
| 11        | Two ICC                  | Mumbai  | 223,2 metri (732 ft) | 68    | 2018               | [ 13 ]        |
| 12        | Crescent Bay Tower 5     | Mumbai  | 222 metri            | 63    | 2019               |               |
| 13        | World Crest              | Mumbai  | 222,5 metri (730 ft) | 57    | 2014               | [ 14 ]        |
| 14        | Indiabulls Sky Blu       | Mumbai  | 220,5 metri (723 ft) | 56    | 2019               |               |
| 15        | Omkar Alta Monte Tower C | Mumbai  | 218,3 metri (716 ft) | 58/63 | 2019               | [ 15 ]        |
| 16        | Century Mills Tower      | Mumbai  | 215,5 metri          | 51    | 2014               |               |
| 17        | Lodha Venezia A          | Mumbai  | 213,5 metri (700 ft) | 65    | 2017               | [ 16 ]        |
| 18        | Crescent Bay Tower 4     | Mumbai  | 206 metri            | 58    | 2019               |               |
| 19        | Kohinoor Square Tower A  | Mumbai  | 201,9 metri (662 ft) | 50    | 2019               |               |
| 20        | Kalpataru Avana          | Mumbai  | 201 metri (659 ft)   | 52    | 2019               |               |
| 21        | One ICC                  | Mumbai  | 197,6 metri (648 ft) | 61    | 2018               |               |
| 22        | Lodha Bellissimo Tower 1 | Mumbai  | 197,5 metri (648 ft) | 53    | 2012               | [ 17 ]        |
| 22        | Lodha Bellissimo Tower 2 | Mumbai  | 197,5 metri (648 ft) | 48    | 2012               | [ 17 ]        |
| 24        | Raheja Revanta           | Gurgaon | 195 metri (640 ft)   | 57    | 2013               |               |
| 25        | Lodha Altamount          | Mumbai  | 195 metri (640 ft)   | 43    | 2018               | [ 18 ]        |
| 26        | Raheja Vivarea 1         | Mumbai  | 193,8 metri (636 ft) | 42    | 2012               |               |
| 26        | Raheja Vivarea 2         | Mumbai  | 193,8 metri (636 ft) | 42    | 2012               |               |
| 26        | Raheja Vivarea 3         | Mumbai  | 193,8 metri (636 ft) | 42    | 2012               |               |
| 26        | Raheja Vivarea 4         | Mumbai  | 193,8 metri (636 ft) | 42    | 2018               |               |
| 30        | Ashok Towers D           | Mumbai  | 193 metri (633 ft)   | 49    | 2009               | [ 19 ] [ 20 ] |
| 31        | The Ruby                 | Mumbai  | 191 metri (627 ft)   | 40    | 2011               | [ 21 ]        |
| 32        | Raheja Imperia           | Mumbai  | 190,6 metri (625 ft) | 51    | 2020               | [ 22 ]        |
| 33        | Orchid Woods 1           | Mumbai  | 190 metri (623 ft)   | 58    | 2012               |               |
| 33        | Orchid Woods 2           | Mumbai  | 190 metri (623 ft)   | 58    | 2012               |               |
| 33        | Orchid Woods 3           | Mumbai  | 190 metri (623 ft)   | 58    | 2012               |               |
| 36        | Lodha Primero            | Mumbai  | 190 metri (623 ft)   | 52    | 2014               | [ 23 ]        |

## Edifici in costruzione
| Nome                            | Città   | Altezza                | Piani | Anno di completamento previsto | Note          |
| ------------------------------- | ------- | ---------------------- | ----- | ------------------------------ | ------------- |
| Three Sixty West Tower B        | Mumbai  | 361,2 metri (1 185 ft) | 90    | -                              |               |
| Supertech Supernova Spira       | Noida   | 300 metri (984 ft)     | 80    | 2021                           |               |
| Lokhandwala Minerva             | Mumbai  | 296,2 metri (972 ft)   | 90    | -                              | [ 24 ] [ 25 ] |
| World View                      | Mumbai  | 291 metri (955 ft)     | 82    | -                              |               |
| Indiabulls Sky Suites           | Mumbai  | 291 metri (955 ft)     | 75    | -                              | [ 26 ]        |
| Indiabulls Sky Forest           | Mumbai  | 281 metri (922 ft)     | 80    | -                              | [ 27 ] [ 28 ] |
| Piramal Aryana Tower A          | Mumbai  | 280,7 metri (921 ft)   | 69    | 2021                           |               |
| Orchid Heights 1                | Mumbai  | 274 metri (899 ft)     | 63    | -                              | [ 29 ]        |
| Satellite Group Sesen           | Mumbai  | 270 metri (886 ft)     | 67    | 2020                           |               |
| Omkar 1973 Tower A              | Mumbai  | 267 metri (876 ft)     | 67    | 2021                           | [ 15 ]        |
| Omkar 1973 Tower B              | Mumbai  | 267 metri (876 ft)     | 67    | 2021                           | [ 15 ]        |
| Nathani Heights                 | Mumbai  | 262 metri (860 ft)     | 72    | 2021                           | [ 30 ]        |
| Supertech North Eye             | Noida   | 255 metri (837 ft)     | 66    | 2020                           |               |
| Four Seasons Private Residences | Mumbai  | 250 metri              | 55    | 2020                           | [ 31 ]        |
| Lodha Trump Tower               | Mumbai  | 243,9 metri (800 ft)   | 77    | 2020                           | [ 32 ]        |
| Celestia Spaces Wing A          | Mumbai  | 237 metri (778 ft)     | 58    | 2020                           | [ 33 ]        |
| Celestia Spaces Wing B          | Mumbai  | 237 metri (778 ft)     | 58    | 2020                           | [ 33 ]        |
| Auris Serenity Tower 3          | Mumbai  | 235 metri (771 ft)     | 69    | 2021                           |               |
| Raheja Artesia                  | Mumbai  | 233 metri (764 ft)     | 60    | 2022                           |               |
| Eon Tower                       | Mumbai  | 230 metri (755 ft)     | 61    | -                              |               |
| Salsette 27 Tower A             | Mumbai  | 225 metri (738 ft)     | 64    | 2022                           | [ 34 ]        |
| Salsette 27 Tower B             | Mumbai  | 225 metri (738 ft)     | 64    | 2022                           | [ 34 ]        |
| Omkar Alta Monte Tower B        | Mumbai  | 218 metri (715 ft)     | 65    | 2019                           |               |
| Vrindavan Chandrodaya Mandir    | Mathura | 213,4 metri            | 70    | -                              |               |
| Lodha Venezia B                 | Mumbai  | 213,5 metri (700 ft)   | 68    | -                              |               |
| Oberoi Sky City Tower A         | Mumbai  | 210 metri (689 ft)     | 67    | 2022                           | [ 35 ]        |
| Oberoi Sky City Tower B         | Mumbai  | 210 metri (689 ft)     | 67    | 2022                           | [ 35 ]        |
| Oberoi Sky City Tower C         | Mumbai  | 210 metri (689 ft)     | 67    | 2022                           | [ 35 ]        |
| Oberoi Sky City Tower D         | Mumbai  | 210 metri (689 ft)     | 67    | 2022                           | [ 35 ]        |
| Marathon Monte South 1          | Mumbai  | 210 metri (689 ft)     | 60    | 2021                           | [ 36 ] [ 37 ] |
| Discovery Offices               | Mumbai  | 205 metri (673 ft)     | 50    | 2020                           | [ 38 ]        |
| Orchid Heights 2                | Mumbai  | 201 metri (659 ft)     | 49    | -                              |               |
| Oberoi Enigma A                 | Mumbai  | 201 metri (659 ft)     | 59    | 2020                           | [ 39 ]        |
| Oberoi Enigma B                 | Mumbai  | 201 metri (659 ft)     | 59    | 2020                           | [ 39 ]        |
| Crescent Bay Tower 3            | Mumbai  | 200 metri (656 ft)     | 56    | 2020                           |               |
| Ruparel Ariana                  | Mumbai  | -                      | 73    | 2019                           |               |
| Orchid Crown A                  | Mumbai  | -                      | 68    | 2019                           | [ 40 ]        |
| Orchid Crown B                  | Mumbai  | -                      | 68    | 2019                           | [ 40 ]        |
| Orchid Crown C                  | Mumbai  | -                      | 72    | 2019                           | [ 40 ]        |
| Oberoi Sky City Tower E         | Mumbai  | -                      | 69    | 2022                           |               |

## Edifici in attesa

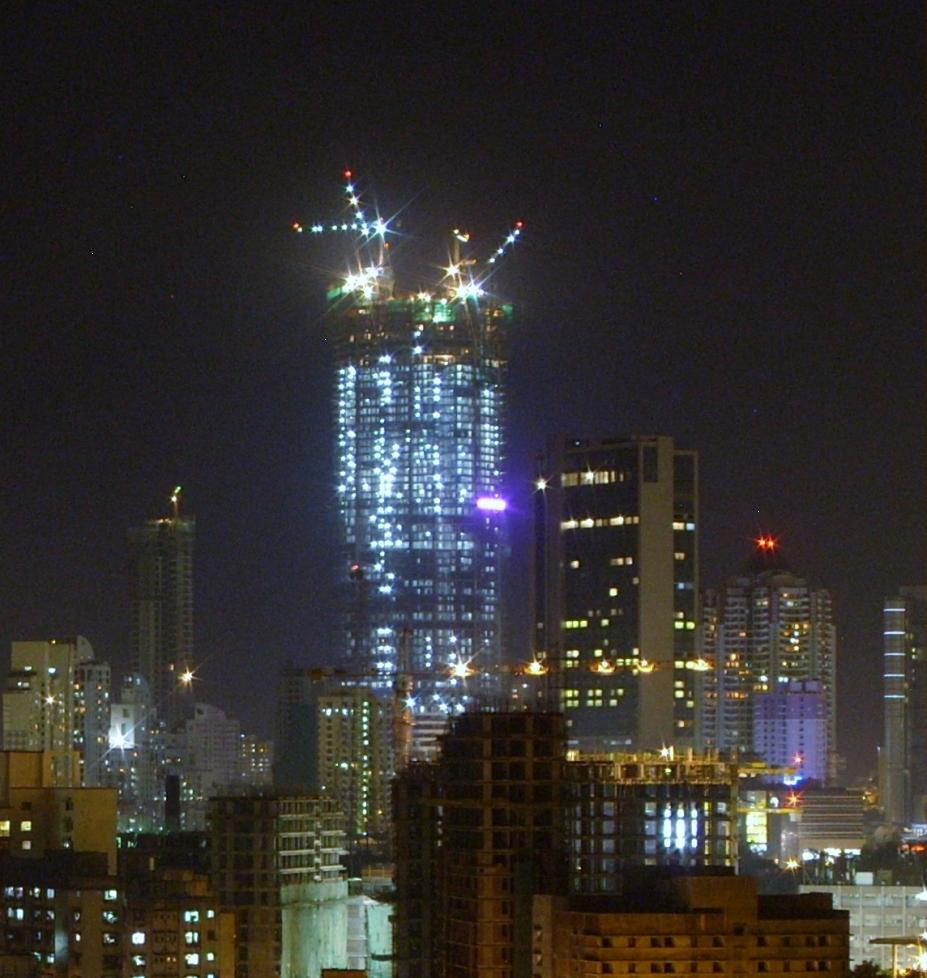
Palais Royale

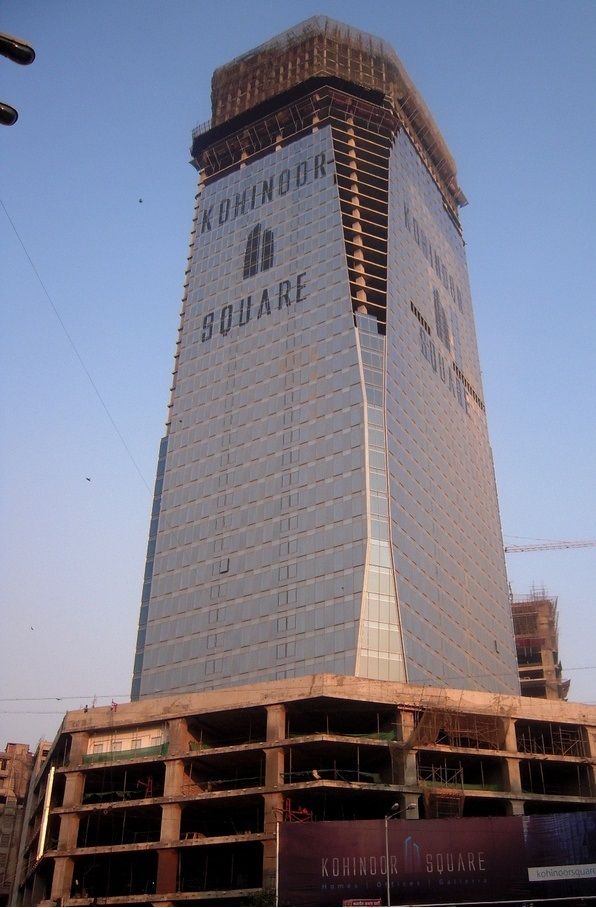
Kohinoor Square

Questo elenco classifica gli edifici che un tempo erano in costruzione e ora sono in attesa e a cui mancano almeno 150 metri per essere completati 
| Nome                           | Città  | Altezza pianificata  | Piani | Note   |
| ------------------------------ | ------ | -------------------- | ----- | ------ |
| World One                      | Mumbai | 442 metri (1 450 ft) | 117   | [ 41 ] |
| Orchid Turf View 1             | Mumbai | 350 metri (1 148 ft) | 76    |        |
| Orchid Turf View 2             | Mumbai | 350 metri (1 148 ft) | 76    |        |
| Palais Royale                  | Mumbai | 320 metri (1 050 ft) | 70    | [ 42 ] |
| Torre Namaste                  | Mumbai | 316 metri (1 037 ft) | 63    |        |
| Sky link Tower 1               | Mumbai | 301 metri (988 ft)   | 85    | [ 43 ] |
| Sky link Tower 2               | Mumbai | 301 metri (988 ft)   | 85    | [ 43 ] |
| W Hotel Yamunotri              | Noida  | 288 metri (945 ft)   | 63    |        |
| Omkar 1973 Torre C             | Mumbai | 267 metri (876 ft)   | 67    | [ 15 ] |
| Trump Aerial Tower             | Mumbai | 253 metri (830 ft)   | 70    |        |
| RNA Metropolis 1               | Mumbai | 210 metri (689 ft)   | 67    |        |
| RNA Metropolis 2               | Mumbai | 210 metri (689 ft)   | 67    |        |
| Enclave dell'orchidea          | Mumbai | 210 metri (689 ft)   | 52    |        |
| Viste dell'orchidea 1          | Mumbai | Sconosciuto          | 56    |        |
| Orchid Views 2                 | Mumbai | Sconosciuto          | 56    |        |
| Altimo                         | Mumbai | Sconosciuto          | 46    |        |
| Vista sull'oceano di Aversekar | Mumbai | Sconosciuto          | 40    |        |
| Orbita Laburnum                | Mumbai | Sconosciuto          | 40    |        |
| Bhoomi Celestia 1              | Mumbai | Sconosciuto          | 40    | [ 44 ] |
| Bhoomi Celestia 2              | Mumbai | Sconosciuto          | 40    | [ 44 ] |